# Juan Carlos Zambrano Granda
Juan Carlos Zambrano Granda (Guayaquil, Guayas, Ecuador; 26 de agosto de 1972) es un exfutbolista ecuatoriano. Jugaba de Portero.

## Clubes
| Club                 | País    | Año       |
| -------------------- | ------- | --------- |
| L. D. Estudiantil    | Ecuador | 1988-1991 |
| Calvi Fútbol Club    | Ecuador | 1992-1993 |
| Santos Fútbol Club   | Ecuador | 1993-1994 |
| Calvi Fútbol Club    | Ecuador | 1995-1997 |
| Club Sport Emelec    | Ecuador | 1998-2001 |
| Deportivo Cuenca     | Ecuador | 2002      |
| Panamá Sporting Club | Ecuador | 2003      |
| Santa Rita           | Ecuador | 2004      |
| Panamá Sporting Club | Ecuador | 2004      |
| L.D.U. de Guayaquil  | Ecuador | 2005      |

## Palmarés

### Campeonatos nacionales
| Título             | Club   | País    | Año  |
| ------------------ | ------ | ------- | ---- |
| Serie A de Ecuador | Emelec | Ecuador | 2001 |